# Varthemia asperella
Varthemia asperella là một loài thực vật có hoa trong họ Cúc. Loài này được Rech.f. & Köie miêu tả khoa học đầu tiên năm 1955.